# Gaio Mamilio Atello
Gaio Mamilio Atello (fl. III secolo a.C.) è stato un politico e militare romano.

## Biografia
Dopo la morte di Marco Emilio Papo (fine del 210 a.C.), divenne il primo plebeo ad essere eletto come curio maximus (nel 209 a.C.). Per il 207 a.C. ottenne la pretura in Sicilia e l'edilità. Inviò rinforzi al console Marco Livio Salinatore, a cui era stata affidata come provincia della Gallia cisalpina contro Asdrubale Barca.
Fu inviato come ambasciatore al re Filippo V di Macedonia verso la fine della seconda guerra punica.